# ダニー・サマー
ダニー・サマー（夏韶聲、Danny Summer）は、香港出身の男性ロック歌手・俳優である。生年月日非公開。1968年から、歌手活動を開始しており、香港では「香港ロックの父」と呼ばれている。
また、歌手活動の他に、テレビドラマや映画、舞台に出演している。

## ディスコグラフィー
- 1979年 - 童年時
- 1986年 - 仍在等待妳
- 1987年 - 夏韶聲 Collection
- 1988年 - 説不出的未來
- 1991年 - 酸雨
- 1994年 - 今天昨天
- 1994年 - 我在華之里的日子
- 1996年 - 一個夢兒
- 1998年 - 諳
- 1999年 - A Change is Gonna Come
- 2000年 - 諳2
- 2004年 - Love Me
- 2006年 - 諳3

## 出演作品

### テレビドラマ(TVB)
- 1990年：蜀山奇俠 - 丁隠 役
- 1993年：開心華之里 - 華Dee 役
- 1995年：刑事偵緝当案 - 楚 役
- 1995年：包青天
- 1996年：天降財神
- 1996年：乾隆大帝 - 周敬安 役（1998年放映）
- 1996年：愛在暴風的日子 - 洪坤 役（1998年放映）
- 1997年：迷離当案 - 時空人 役
- 1997年：美味天王 - 胡天擇 役
- 1997年：廉政追編令
- 1998年：花木蘭
- 1998年：鹿鼎記 - 陳近南 役
- 1998年：烈火雄心 - 何星 役
- 1998年：西遊記貳
- 1998年：廉政行動1998：再見大龍鳳 - 方子洪 役
- 1999年：千里姻縁兜錯圏 - 楊志超 役
- 2000年：夢想成真
- 2000年：縁份無辺界
- 2000年：陀槍師姐II - 葉長勝 役

### テレビドラマ(その他のTV局)
- 2000年：Happest Family
- 2006年：A Note to New Life (RTHK)
- 2006年：Equal Opportunity (RTHK)

### 映画
- 1985年：青春節拍
- 1986年：開心快活人
- 1986年：最後一戦
- 1989年：返老還童
- 1997年：心思思
- 2006年：殺破狼(邦題：SPL 狼よ静かに死ね)

### 舞台
- 1995年：風流医生手尾長